# Cabinet Van Agt III
Pour les articles homonymes, voir Cabinet Van Agt.
Royaume des Pays-Bas
Van Agt II Lubbers I
Le cabinet Van Agt III (en néerlandais : Kabinet-Van Agt III) est le gouvernement du Royaume des Pays-Bas entre le 29 mai et 4 novembre 1982, durant la vingt-sixième législature de la Seconde Chambre des États généraux.

## Coalition et historique
Dirigé par le Premier ministre chrétien-démocrate sortant Dries van Agt, ce gouvernement est constitué et soutenu par une coalition minoritaire entre l'Appel chrétien-démocrate (CDA) et les Démocrates 66 (D'66). Ensemble, ils disposent de 65 mandats de représentants sur 150, soit 43,3 % des sièges de la Seconde Chambre des États généraux.
Il est formé à la suite de la rupture de la coalition au pouvoir, constituée en septembre 1981. Il succède donc au cabinet Van Agt II, constitué et soutenu par une alliance entre le CDA, le Parti travailliste (PvdA) et les Démocrates 66.

### Formation
Le 12 mai 1982, le PvdA annonce qu'il se retire de la majorité après que le gouvernement a rejeté les propositions en faveur de l'emploi formulées par son chef politique, le vice-Premier ministre et ministre des Affaires sociales Joop den Uyl. Se trouvant de fait en minorité à la Seconde Chambre, l'exécutif remet sa démission.
La reine Beatrix, confrontée à sa première crise gouvernementale depuis sa montée sur le trône néerlandais, appelle deux jours plus tard le sénateur chrétien-démocrate Piet Steenkamp pour une mission d'« informateur ». Il rend son rapport le 24 mai, conclut à l'impossibilité de reconstruire la coalition et suggère de constituer un cabinet temporaire (en néerlandais : rompkabinet) entre les deux partis restants, le temps de convoquer de nouvelles élections. La souveraine désigne Van Agt « formateur » dès le lendemain.
Le nouvel exécutif, qui compte 14 ministres dont une femme, est assermenté par la reine le 29 mai, soit 17 jours après le déclenchement de la crise.

### Succession
Au cours des élections législatives anticipées du 8 septembre suivant, le PvdA retrouve son statut de première force politique du royaume, devant le CDA, tandis que les D'66 s'effondrent. Actant de sa défaite, Dries van Agt se retire de la direction du parti au profit du président du groupe parlementaire Ruud Lubbers. En à peine deux mois, il agrège une coalition de centre droit avec le Parti populaire libéral et démocrate (VVD) et constitue alors son premier cabinet.

## Composition
- Les nouveaux ministres par rapport au précédant cabinet sont indiqués en gras, ceux ayant changé d'attributions en italique.

| Poste                                                                                          | Titulaire | Titulaire                | Parti |
| ---------------------------------------------------------------------------------------------- | --------- | ------------------------ | ----- |
| Premier ministre Ministre des Affaires générales Ministre des Affaires étrangères              |           | Dries van Agt            | CDA   |
| Vice-Premier ministre Ministre des Affaires économiques                                        |           | Jan Terlouw              | D'66  |
| Ministre de la Coopération pour le développement                                               |           | Kees van Dijk            | CDA   |
| Ministre de la Justice                                                                         |           | Job de Ruiter            | CDA   |
| Ministre des Affaires intérieures                                                              |           | Max Rood                 | D'66  |
| Ministre de l'Éducation et de la Science                                                       |           | Wim Deetman              | CDA   |
| Ministre des Finances                                                                          |           | Fons van der Stee        | CDA   |
| Ministre de la Défense                                                                         |           | Hans van Mierlo          | D'66  |
| Ministre du Logement et de l'Aménagement du territoire                                         |           | Erwin Nypels             | D'66  |
| Ministre des Transports et des Eaux                                                            |           | Henk Zeevalking          | D'66  |
| Ministre de l'Agriculture et de la Pêche Ministre pour les Affaires des Antilles néerlandaises |           | Jan de Koning            | CDA   |
| Ministre des Affaires sociales et de l'Emploi                                                  |           | Louw de Graaf            | CDA   |
| Ministre de la Culture, des Loisirs et du Travail social                                       |           | Hans de Boer             | CDA   |
| Ministre de la Santé publique et de la Protection de l'environnement                           |           | Til Gardeniers-Berendsen | CDA   |